# Gliese 317
Désignations
Gliese 317 est une étoile naine rouge située à ∼ 49,5 a.l. (∼ 15,2 pc) de la Terre dans la constellation de la Boussole. L'étoile a une magnitude apparente de 11,98.

## Système planétaire
Le 6 juillet 2007, deux exoplanètes ont été découvertes : Gliese 317 b et Gliese 317 c.
| Planète                     | Masse           | Demi-grand axe (ua) | Période orbitale (jours) | Excentricité | Inclinaison | Rayon |
| --------------------------- | --------------- | ------------------- | ------------------------ | ------------ | ----------- | ----- |
| Gliese 317 b                | >1,81 ± 0,05 MJ | 1,148               | 692,0 ± 2                | 0,11 ± 0,05  |             |       |
| Gliese 317 c (non confirmé) | —               |                     |                          |              |             |       |